# Edith Müller (Politikerin)
Edith Müller (* 3. März 1949 in Kaldenkirchen) ist eine deutsche Politikerin (Bündnis 90/Die Grünen).
Müller studierte an den Universitäten in Bonn, Marburg und Madrid die Rechts- und Staatswissenschaften. Sie war hauptamtliche Mitarbeiterin bei der deutschen Sektion von amnesty international in Bonn und später bei der Bundesratskoordinierung für die Hessische Landesregierung tätig. Außerdem war sie die Geschäftsführerin der Fraktion im Rat der Stadt Aachen. Nachdem sie von 1994 bis 1999 Mitglied des Europäischen Parlaments war, wo sie Sprecherin ihrer Partei im Haushaltsausschuss war, wurde Müller bei der Landtagswahl 2000 in den Landtag von Nordrhein-Westfalen gewählt. Sie gehörte diesem vom 2. Juni 2000 bis zum 2. Juni 2005 in der 13. Legislaturperiode an. Sie war über die Landesliste ins Parlament eingezogen.
In dieser Zeit fungierte sie als Vizepräsidentin des nordrhein-westfälischen Landtages und war Haushalts- und Finanzpolitische Sprecherin ihrer Partei.
Anschließend arbeitete sie wieder in der Hessischen Landesvertretung, nun in Berlin.